# 埃莉诺·帕克 (历史学家)
埃莉诺·帕克 (英語：Eleanor Parker）是一位英国中世纪历史学家，毕业于牛津大学，现工作于牛津大學布雷齊諾斯學院，主要作品有《维京时代与英格兰：北欧勇士征服英格兰的传奇和历史》（Dragon Lords: The History and Legends of Viking England）等。